# Гоа-транс
Гоа-транс — музичний напрямок стилю транс. Назва походить від індійського курорту Гоа, який відомий дуже низькою вартістю життя та поширеністю та доступністю наркотиків, передусім марихуани та галюциногенів.

## Історія
Жанр має своє коріння наприкінці 1960-х і на початку 1970-х років, коли індійська провінція Гоа була місцем проживання для комун хіпі (термін «гоа транс» з'явився тільки на початку 1990-х). Незважаючи на зниження популярності провінції в 1970-х, деякі з відвідувачів жили там постійно. Ті, хто залишився зайнявся створенням музики, йогою, продовжуючи активно експериментувати з психоделіками.
Приплив нових технологій і електронної музики в Гоа надихнули місцеву культуру до розвитку. Першопрохідцями були: Laurent, Fred Disko, Goa Gil та Mark Allen. Гоа-транс став дуже популярним в Ізраїлі, де він з'явився після поверненням з відпустки в Індії резервістів ізраїльської армії.

### Сучасна історія
Назва «гоа-транс» з'явилась приблизно в 1994 році, а в 1996 була замінена терміном «психоделік-транс». 1996—1997 років транс-рух досягнув вершини свого розвитку. Особливого розвитку досягла ізраїльська транс-сцена, яка стала другою батьківщиною цього стилю. Ізраїль нараховує найбільше число прихильників трансової музики. Ізраїльський гоа-транс відрізняється особливою мелодійністю звучання і багаторівневістю музичних партій в трекові.
Найвідомішими музичними psytrance-проектами Ізраїлю є Astral Projection, Shiva Space Technology, Infected Mushroom, Analog Pussy. Еволюція гоа-трансу в Європі розвивалась в протилежному напрямку ніж у Ізраїлі. В 1998—2002 роках, після п'яти років мелодійного звучання, транс-музика Європи зазнала змін: вона позбулась багаторівневих мелодій і стала жорсткішою, важкою і циклічною, зосередившись на ритмі.
У випадку з написанням транс-музики особливе досягнення було пов'язане з початком використання цифрових носіїв звукозапису, а також низькими цінами на цифрове студійне обладнання і можливостями потужних домашніх комп'ютерів. Оскільки транс-музика була на 99 % електронною, можна було створювати треки в домашніх умовах, за власним ПК. Завдяки цьому створення транс-музики є доступним майже для кожного бажаючого і не потребує вкладання великих коштів чи пошуків спонсора. Цей факт зробив транс дійсно андеґраундним музичних стилем.

## Структура треків

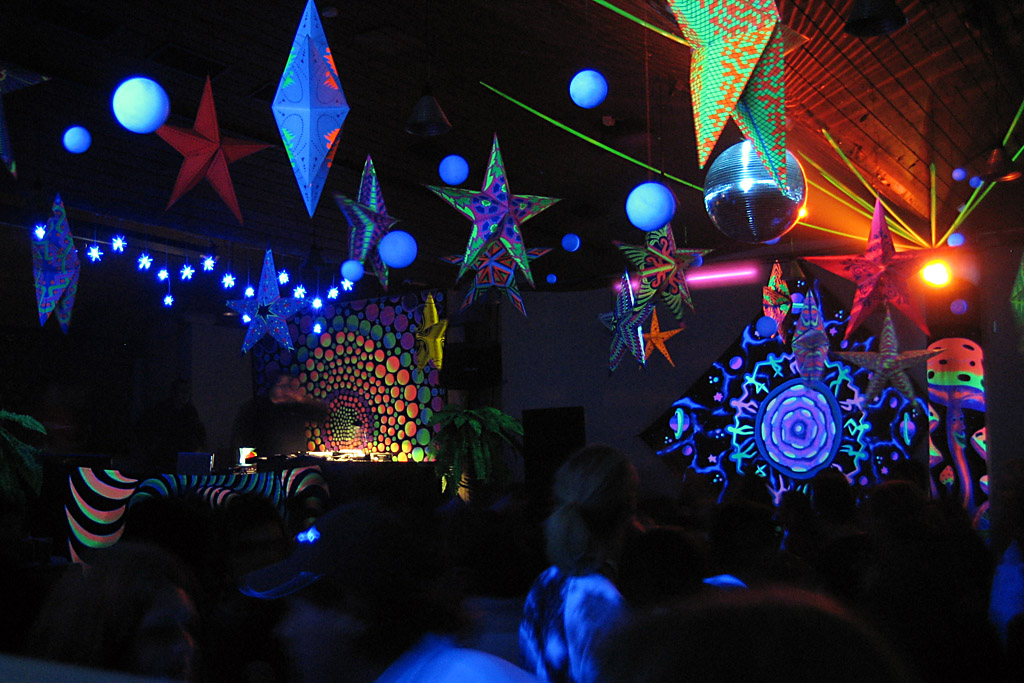
Типове оформлення сучасної гоа-трансової вечірки

Структура треку зазвичай відображає ідею подорожі. Трек розпочинається легкими хвилями звуку, які повільно наростають, з постійним тембральним розвитком і посиленням. Періодично в цьому потоці трапляються перерви, які характеризуються мінімальною кількістю звуків і відсутністю біта, нерідко вміщуючи в собі «таємничі» текстові семпли чи звукові вставки з кінофільмів. Час треків коливається від 7 до 12 хвилин. На п'ятій чи шостій хвилині трек досягає кульмінаційного моменту і з цієї точки «подорожі» починається рух до кінця, що відображає розвиток треку в зворотному порядку.
Форма треків гоа-трансу дотримується досить твердої структури, яка базується на змінах, котрі прослідкуються після кожних 8-16 блоків, кожен з яких складається з чотирьох бітів. Зміни в структурі треку незмінно збігаються з вісьмома тактовими поділами, хоча інколи додаткова партія вступає через 8 тактових циклів. Цей процес «конструювання» треку зумовлений комп'ютерною програмою упорядкування (секвенсер), яка підганяє кожен блок під ритм композиції.
Біт зазвичай сталий і становить 4 удари в такті (розмір 4/4). Цей монотонний ритм є ключем до «трансового» аспекту цієї музики. Також він вказує на різницю між трансом та іншою важкою, але поліритмічною танцювальною музикою. 16-та нота є основним ритмічним поділом. Для трансу характерна середня швидкість — між 135 и 155 Bpm (ударами на хвилину). Початково темп був помірнішим (не більше 130 Bpm), але пізніше він збільшився (часом навіть до 199 Bpm) під впливом інших музичних жанрів. В стані трансу альфа-ритми людського розуму мають частоту від 8 до 12 Гц, а постійний потік 16-ти нот, маючи темп в середньому 145 Bpm, в свою чергу призводить потік музичних подій до частоти якраз 10 Гц.

## Культура трансу
Найпоширенішими темами транс-дизайнів є: космічні теми (наприклад, зображення астероїдів, які летять крізь космос чи планет з кратерами і фантастичними пейзажами), особливе місце також відводиться темі фантастичних і інопланетних істот, котрі часто зображаються у зв'язку з різними галюциногенними рослинами, частіше всього поганками. Наприклад:
- прибулець, що спить на поганці,
- чи прибулець, котрий з'їдає цю поганку,
- і навіть поганка, верхня частина ніжки якої являє собою голову прибульця з яскравими флуоресцентне-зеленими очима.

Окрім космічних тем, в дизайнах можна зустріти також фантастичні зображення природи (особливо рослин) — дуже популярна тема лісу, з тими ж поганками, чи пейзажі з зображеннями псилоцибинових грибів, квітів і місяця. Крім того, немало-важливе значення в трансовому дизайні грають східні теми: індійська релігія і міфологія і китайська філософія.

## Батьківщина жанру— штатГоа,Індія
Штат Гоа, найменший штат Індії з населенням 1,4 млн, знаходиться практично посередині західного узбережжя Індії. Португальські колоністи висадилися на його берегах в 1510 році. Штат був португальською колонією аж до 1961 року. 450 років європейської присутності не пройшли безслідно. Колонізація багато в чому сформувала культурне життя Гоа, внаслідок чого цей штат став не схожий на інші частини Індії. Цей факт сприяв появі в тих місцях перших хіпі в середині 1960-х років. Вони виглядали як нові мирні колоністи.
Більшою мірою Гоа залучив перших хіпі красою природи, доброзичливістю жителів, низькими цінами, м'якою зимою та індійськими вченнями. Ці аспекти були важливішими навіть за місцевий гашиш, який залишався легальним в Гоа до середини 1970-х років. Першим з хіпі, які прибули в Гоа в середині 1960-х, був Eight-Finger Eddie, який разом зі своїми друзями почав влаштовувати перші «вечірки Гоа», головними атрибутами яких були багаття на пляжі, акустичні гітари і танці під впливом галюциногенних речовин.
У різдво Гоа ставав точкою збору всіх хіпі, які подорожували Сходом. Вони зустрічалися на пляжах Анжуна, Вагатор, Калангута, щоб розповісти один одному про подорожі. Спочатку вони просто орендували будиночки на місяць або два, але незабаром ті з них, хто відчув себе на берегах Гоа як вдома, почали селитися там надовше.
Протягом сімдесятих років головним репертуаром перших діджеїв в Гоа була рок-музика таких груп як Led Zeppelin, The Who (обидва гурти приїжджали з виступами на Гоа), Джимі Гендрікс, The Grateful Dead, The Doors, Neil Young, The Eagles, Pink Floyd а також Боб Марлі, Parliament та інші.
У 1979 році на вечірках можна було почути одну-дві пісні гурту Kraftwerk. Але в 1983 році все в корені змінилося. Два французьких діджея Laurent і Fred Disco, втомившись від суміші року і реггі, почали грати там європейську музику з електронним бітом. Це були групи: Cabaret Voltaire, Nitzer Ebb, Front 242, Front Line Assembly, The Residents, New Order, Blanc Mang тощо.
Досить цікавим є той факт, що подібний процес мав місце і в США, в Детройті. Нова музика розвивалася на радіо WGRP, завдяки Чарльзу Джонсону, відомому також як Electrifying Mojo, і в Чикаго, в клубі Warehouse, завдяки DJ Frankie Knuckles. Психоделік-транс, техно і хаус почали розвиватись майже одночасно.
У Гоа це нове звучання спочатку було прийнято хіпі з побоюванням. Багато з того, що Fred Disco представляв своїм слухачам, здавалося їм занадто дивним. На відміну від нього, Laurent представляв менш ексцентричний стиль, завдяки чому «кислотники» почали надавати перевагу цим «звукам майбутнього», переходячи від творчості Джиммі Хендрікса. Нарешті, під цей тип музики було набагато легше танцювати.
З цього часу гоа-транс пережив змішування з найдивнішою і «божевільною» музикою з усього світу. Створення цієї «спеціальної музики» стало найулюбленішим заняттям спільноти хіпі в Гоа. Звичайною справою стало і написання реміксів, так як більшість пісень характеризувалося «марною лірикою» і малою тривалістю. Діджеї користувалися диктофонами, щоб засемплувати потрібні частини мелодій, а потім додавали до них електронний біт. Так, вже до 1985 року, фактично вся музика в Гоа стала електронною. Першими відомими групами були Frankie Goes to Hollywood, Dead or Alive, Portion Control та ін. До середини 1990-х жителі з числа хіпі, що жили в Гоа протягом 30 років, мали колосальний вплив на молодих туристів.